# Skigebiet Damüls Mellau
Das Skigebiet Damüls Mellau, auch Damüls-Mellau und Faschina, erstreckt sich in einer Höhenlage zwischen 700 m (Dorf Mellau) und 2.050 m (Bergstation Ragazer Blanken) im hinteren Bregenzerwald im Bundesland Vorarlberg (Österreich).
Das Skigebiet wirbt mit einem durchschnittlich starkem Schneefall und dadurch hoher jährlicher Schneesicherheit zwischen Dezember und April. 2006 wurde Damüls zum „schneereichsten Dorf der Welt“ gekürt.

## Geografie
Das Skigebiet Damüls-Mellau und Faschina erstreckt sich zwischen den Dörfern Damüls (1.430 m), Mellau (700 m) und Faschina im hinteren Bregenzerwald nahe dem Biosphärenpark Großwalsertal.
Das Skigebiet befindet sich auf einer Höhe zwischen 700 m (Mellau Dorf) und 2050 m (Bergstation Ragazer Blanken).
Von Mellau aus führt eine kuppelbare 10er Gondelbahn hinauf in das Skigebiet und zur Roßstelle. Von Damüls aus führen Liftanlagen in das Skigebiet. Ein Großteil der Häuser in Damüls liegen an Hängen oder maximal 100 m von einem Hang entfernt. Das macht Damüls beliebt für das sogenannte „Ski-in, ski-out“.

## Pisten

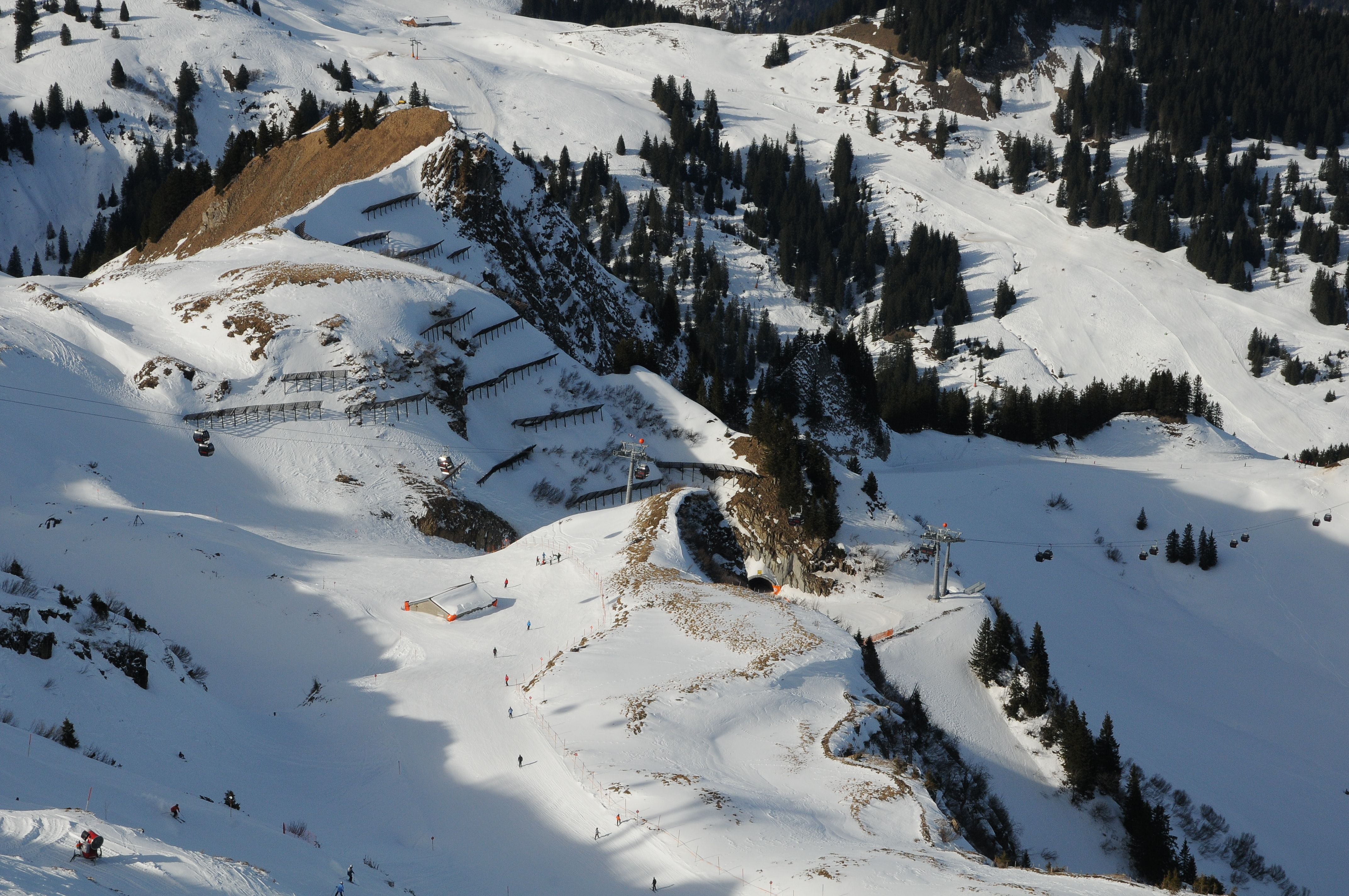
Skitunnel Mellau (Blick von der Hohen Wacht auf den Skitunnel, der die beiden Skigebiete Damüls und Mellau verbindet)

Mit 28 Liftanlagen zählt das Skigebiet Damüls-Mellau und Faschina zum größten Skigebiet im Bregenzerwald. Es umfasst 109 Pistenkilometer aller Schwierigkeitsgrade, zwei Skitunnels, eine 2,5 km lange Naturrodelbahn (zweimal wöchentlich Nachtbeleuchtung) und 20 Kilometer an Winterwanderwegen.
Die Liftinfrastruktur im Skigebiet umfasst 2 Seilbahnen, 15 Sessellifte, 5 Schlepplifte und 6 Förderbänder.

### Snowpark Damüls
Der Snowpark besteht aus mehreren Snowparks, die miteinander verbunden sind (Main Park, UGA Park, Kids Park, uga-all-MTN-line, Ragaz Pro Line). Insgesamt haben die Snowparks eine Größe von ca. 85.000 m² mit ca. 2.000 m Freestyle-Pisten. Es gibt insgesamt 40 Freeride-Elemente, darunter eine Halfpipe, Waverides, Jumps, Corners und Boxes.

### Langlaufloipen
Das Skigebiet bietet 2 Langlaufloipen (11 km) auf einer Höhe zwischen 1.500 und 1.700 m. Die Loipe Unterdamüls ist ca. 6 km lang und weist kaum Höhenunterschiede auf. Die Sonnenlanglaufloipe Stofel in Oberdamüls ist ca. 5 km lang.

### Rodeln
Die Rodelbahn hat eine Länge von 2,5 km und ist nachts an zwei Tagen in der Woche zum Rodeln beleuchtet.

## Liftanlagen
Folgende Liftanlagen befinden sich im Skigebiet:

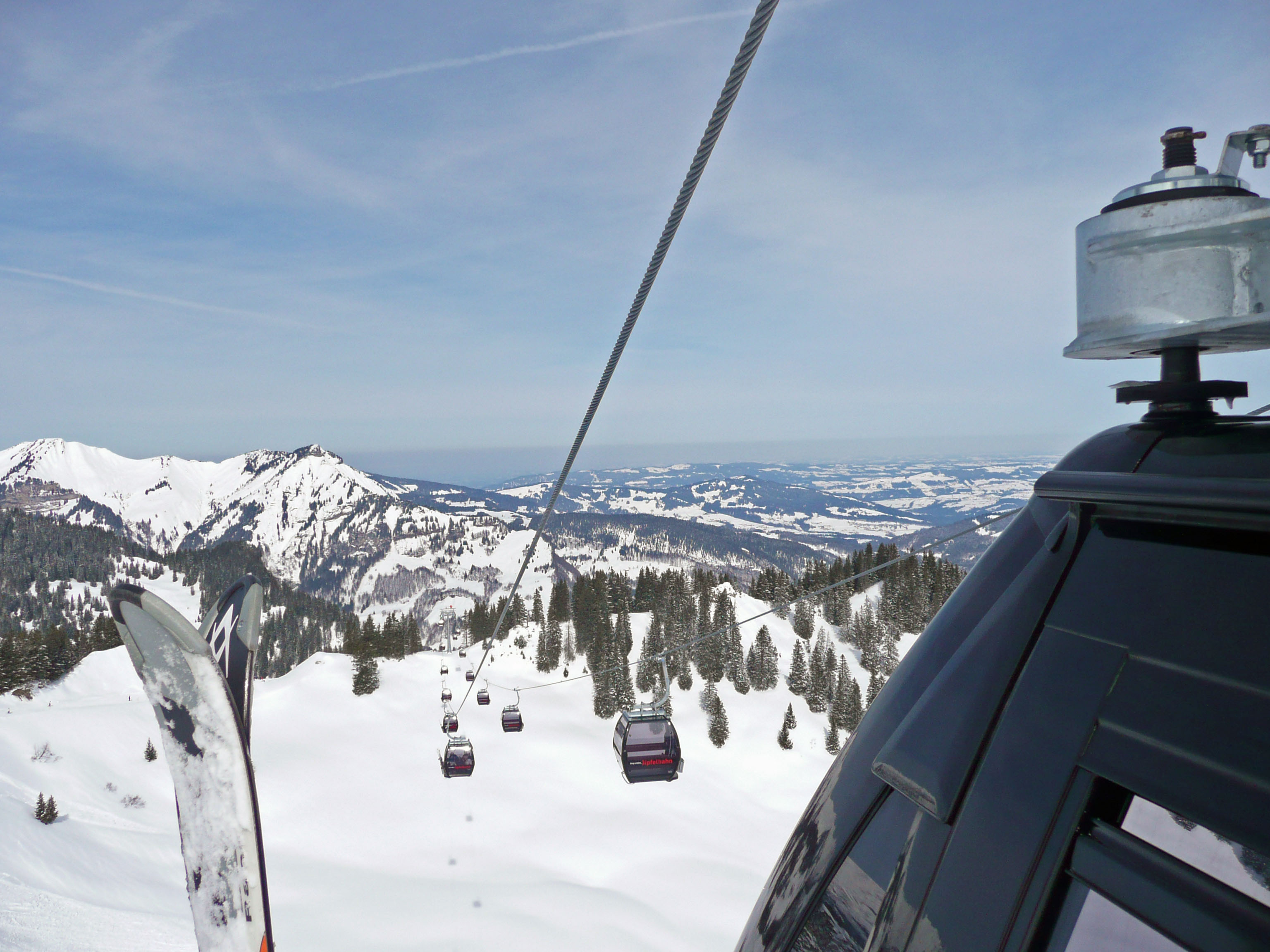
Die Gipfelbahn von Mellau nach Damüls

|    | Name                    | Länge  | Art                    | Kapazität Pers./Std. |
| -- | ----------------------- | ------ | ---------------------- | -------------------- |
| 1  | Mellaubahn              | 2040 m | 10er Gondel kuppelbar  | 3146                 |
| 2  | Gipfelbahn              | 1851 m | 8er Gondel kuppelbar   | 2400                 |
| 3  | Roßstellenbahn          | 638 m  | 8er Sessel kuppelbar   | 3400                 |
| 4  | Sunneggbahn             | 1119 m | 6er Sessel kuppelbar   | 2400                 |
| 5  | Ragazer Bahn            | 1404   | 6er Sessel kuppelbar   | 2400                 |
| 6  | Elsenkopfbahn           | 750 m  | 6er Sessel kuppelbar   | 2600                 |
| 7  | Hohe Wacht Bahn         | 1060 m | 6er Sessel kuppelbar   | 2400                 |
| 8  | Hasenbühel              | 1900 m | 6er Sessel kuppelbar   | 2400                 |
| 9  | Suttisbahn              | 1150 m | 6er Sessel kuppelbar   | 2214                 |
| 10 | Wildgunten              | 1210 m | 6er Sessel kuppelbar   | 2400                 |
| 11 | Oberdamüls              | 1400 m | 6er Sessel kuppelbar   | 2800                 |
| 12 | Uga-Express             | 1600 m | 4er Sessel kuppelbar   | 2200                 |
| 13 | Furkalift               | 600 m  | 4er Sessel fix         | 1800                 |
| 14 | Glatthorn               | 1100 m | 4er Sessel fix         | 1550                 |
| 15 | Walisgaden              | 600 m  | 2er Sessel fix         | 1440                 |
| 16 | Hohes Licht             | 1400 m | 6er Sessel kuppelbar   | 2800                 |
| 17 | Stafelalpe              | 1780 m | 2er Sessel fix         | 1440                 |
| 18 | SL Guggernülli          | 220 m  | 2er Schlepplift        | 1000                 |
| 19 | SL Sunnegg              | 220 m  | 1er Schlepplift Teller | 800                  |
| 20 | Übungslift Faschinajoch | 220 m  | 1er Schlepplift Teller | 760                  |
| 21 | Easy Cheesy Lift        | 100 m  | Seillift               | 720                  |
| 22 | Hasenlift               | 112 m  | Seillift               | 800                  |
| 23 | Riedboden Indianer 1    |        | Förderband             | k. A.                |
| 24 | Riedboden Indianer 2    | 120 m  | Förderband             | 700                  |
| 25 | Riedboden Indianer 3    |        | Förderband             | k. A.                |
| 26 | Skikindergarten 1       | 70 m   | Förderband             | 900                  |
| 27 | Skikindergarten 2       |        | Förderband             | k. A.                |
| 28 | Skikindergarten 3       |        | Förderband             | k. A.                |

## Fotogalerie

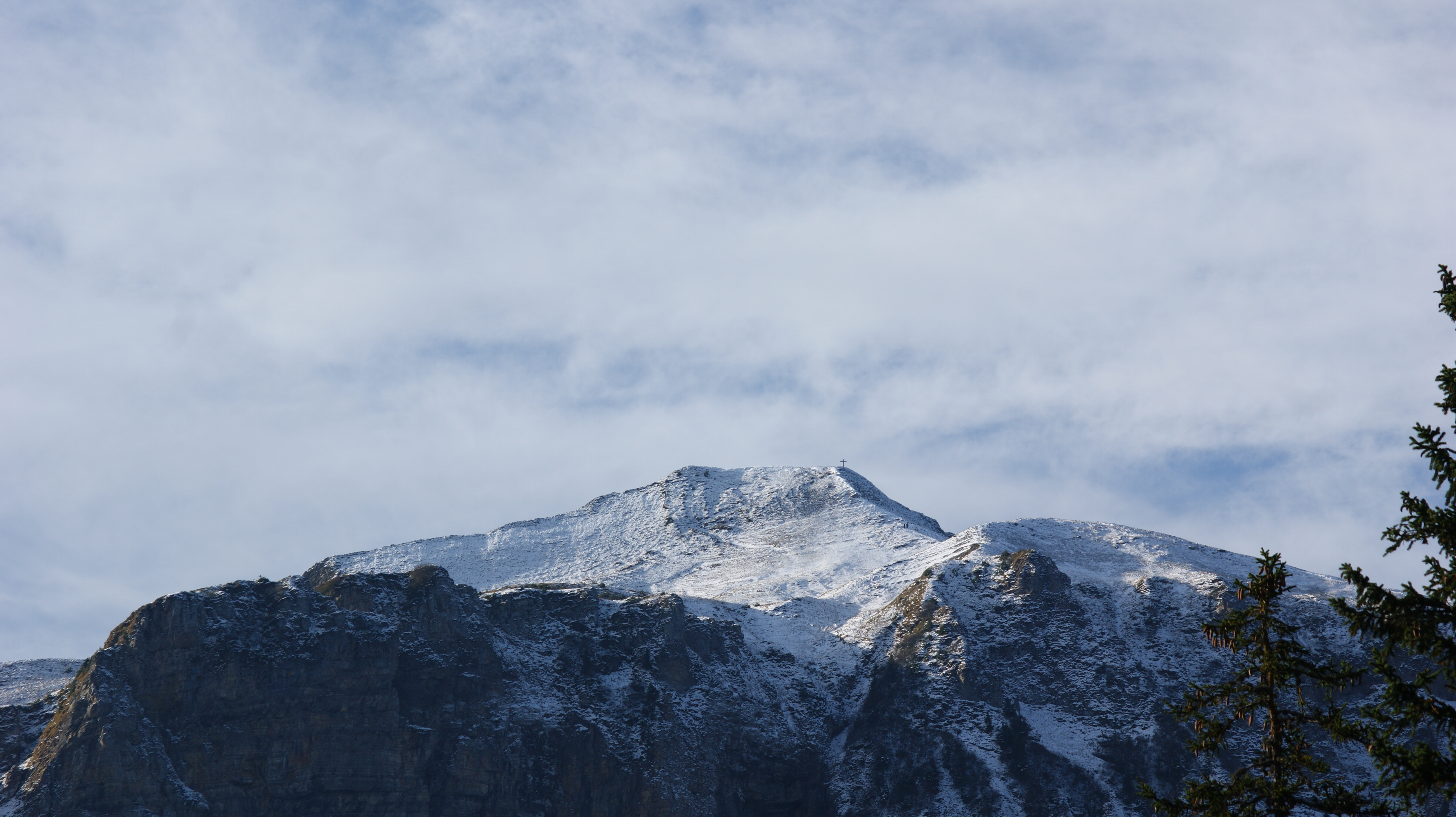
Blick von der Alpe Roßstelle in Mellau auf den Hochblanken.
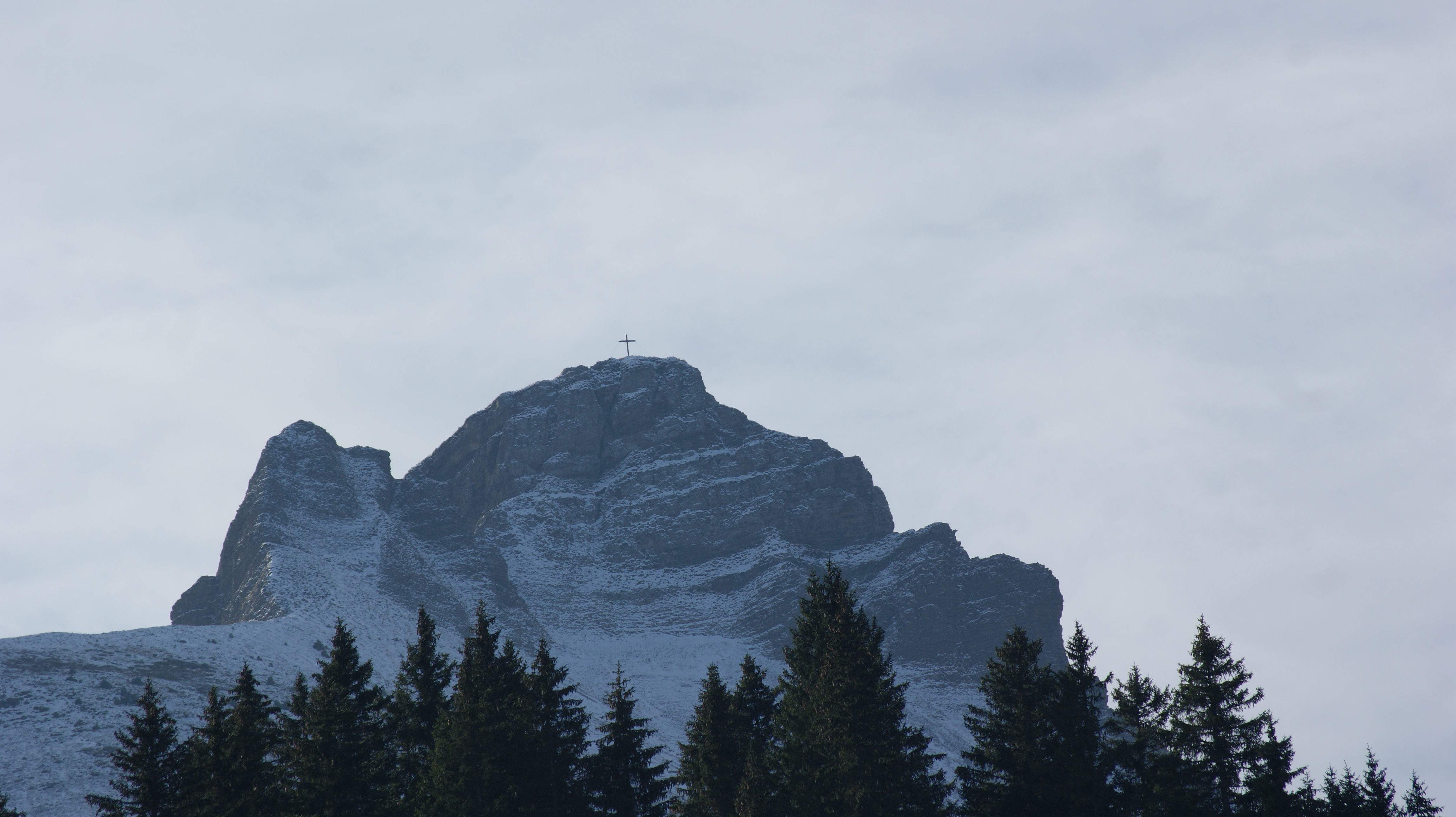
Damülser Mittagsspitze (Blick von der Alpe Roßstelle in Mellau)
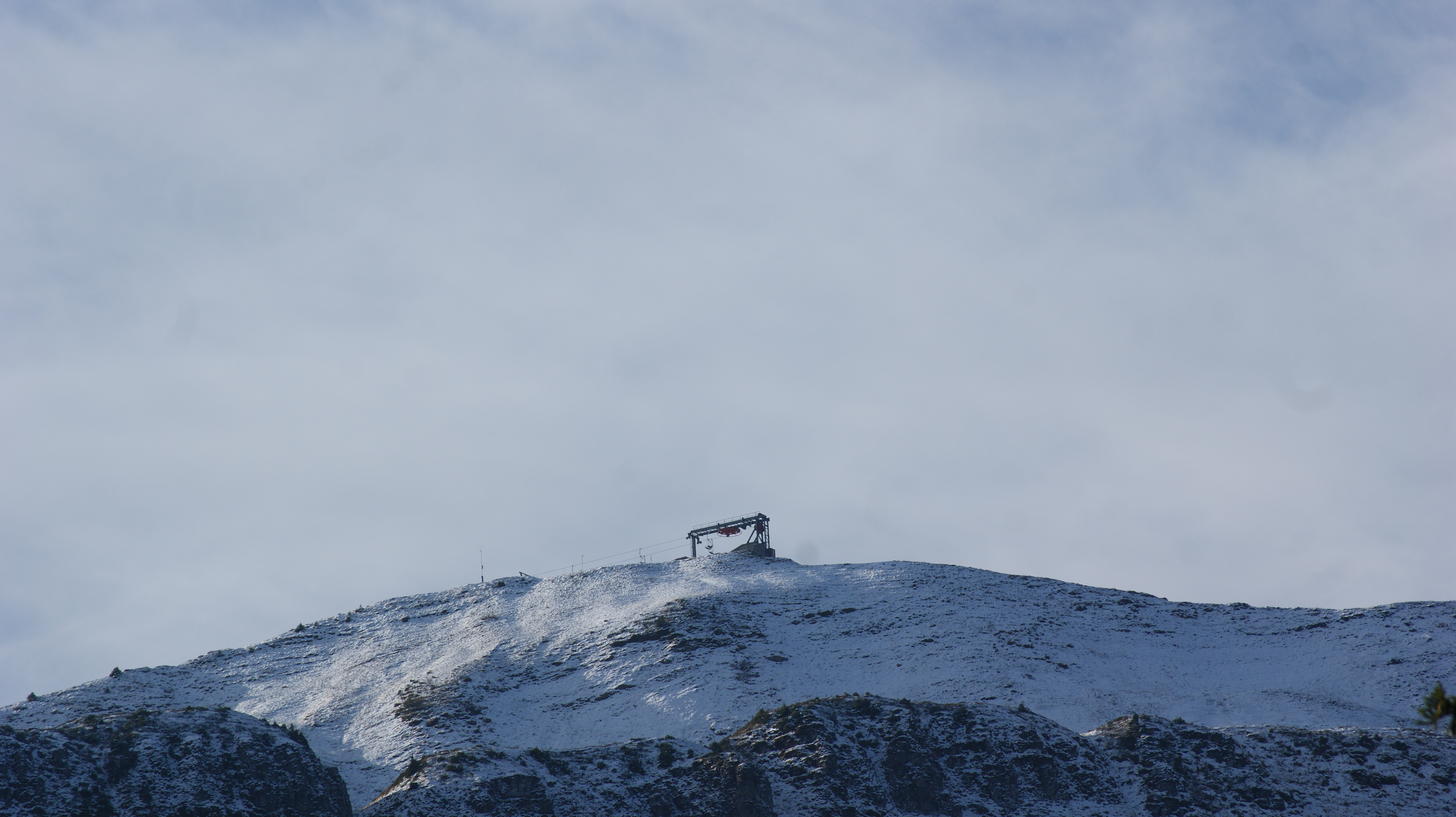
Bergstation der Sesselbahn „Hohes Licht“ in Damüls